# Университеты из листового стекла

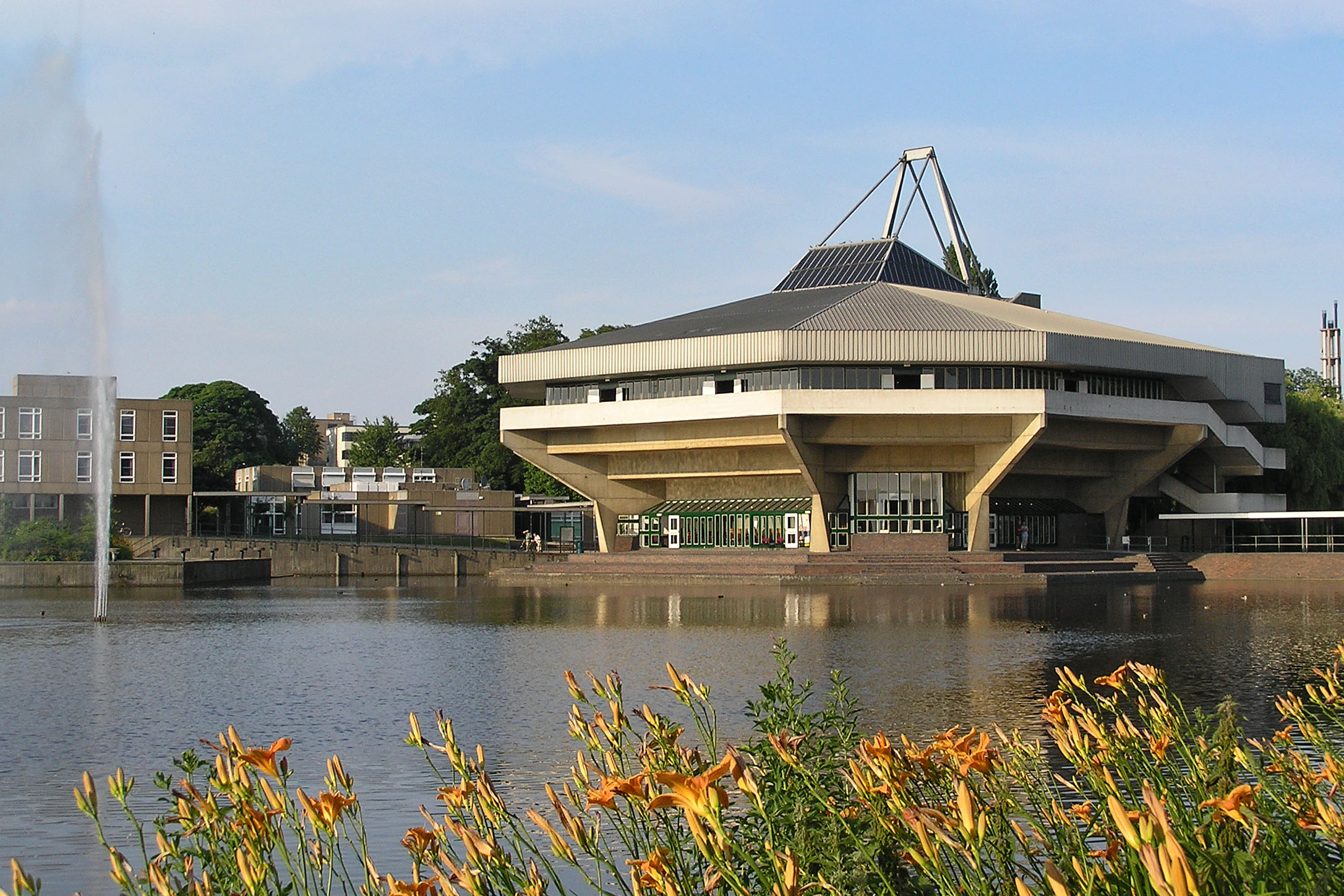
Центральный зал Йоркского университета как пример архитектуры из листового стекла

«Университет листового стекла», (англ. plate glass university) — термин, охватывающий некоторые университеты, основанные в Великобритании в 1960-е гг., непосредственно вслед за докладом парламентской комиссии лорда Роббинса о необходимости расширения высшего образования.
Несмотря на распространённую ошибку, доклад Роббинса не был прямой причиной создания данных университетов, поскольку часть заявок на их учреждение была принята Комитетом по университетским грантам уже в конце 1950-х — начале 1960-х годов. Ко времени доклада Роббинса уже были открыты Сассекский университет и Университет Восточной Англии.
Многие «университеты из листового стекла» входили в Группу 1994.

## Происхождение термина
Термин «университеты листового стекла» вошёл в оборот после выхода в 1968 году одноименной книги английского адвоката и публициста Майкла Белоффа, где он подчёркивал новаторство этих университетов по сравнению с консерватизмом старинных вузов. 
В самом начале мне нужно было выбрать общий термин для новых университетов — ведь они не будут новыми вечно. Ни одно из предложенных названий не подошло. «Гринфилдс» описывает только переходную фазу. «Уайтбрик», «Уайтстоун» и «Пинктайл» не вызывают в памяти серую, бетонную массу большинства зданий, и уж точно не чёрные башни Эссекса. «Ньюбридж» хорош в плане новизны, но где же мосты? Сэр Эдвард Бойл удачно предложил термин «Шекспир». Но я решил назвать их «университетами из листового стекла». Это понятно с архитектурной точки зрения, но что более важно, — это метафорически точно".
Термин отражает их современный архитектурный стиль, где в зданиях используются широкие пространства, блоки листового стекла в стальной или бетонной арматуре. Это ярко контрастирует с «университетам из красного кирпича» в викторианском стиле и тем более «старинным университетам», возникшим ещё в Средневековье.
Долгое время в качестве синонима термину «университеты из листового стекла» использовался термин «новые университеты». Однако, в 1992 году вышел закон, который дал статус университета многочисленным политехническим институтам и колледжам. С этого момента «новыми» называют университеты, получившие такой статус после 1992 года.

## Список университетов

### Первоначальные университеты

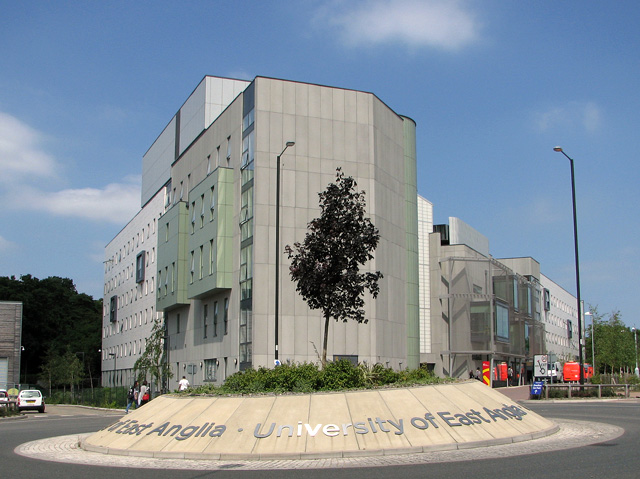
Университет Восточной Англии

В своей книге Белофф отметил 7 вузов, которые он отнёс к «университетам из листового стекла»:
- Университет Восточной Англии (1963)

- Университет Эссекса (1964/5)
- Университет Кента (1965)
- Университет Ланкастера (1964)
- Университет Сассекса (1961)
- Университет Уорвик (1965)
- Университет Йорка (1963)

### Остальные университеты, которые ассоциируются с термином
Исследование, проведённое Департаментом образования Великобритании в 2016 году, разделило университеты на четыре группы по дате основания: древние (до 1800 года), из красного кирпича (1800—1960 годы), из листового стекла (1960—1992 годы) и основанные после 1992 года.
Ниже перечислены учебные заведения, получившие статус университета в период 1960—1992 годов. Почти все они были переведены в статус университета (а не созданы с нуля), десять из них ранее были колледжами передовых технологий.
(Даты относятся к присвоению статуса университета, а не к основанию учебного заведения).
- Астонский университет (1966) — бывший Бирмингемский колледж передовых технологий[5]
- Университет Бата (1966) — бывший Бристольский колледж науки и технологии[6]
- Университет Брэдфорда (1966) — бывший Брэдфордский технологический институт[7]
- Университет Брунеля (1966) — бывший Брунельский колледж; переименован в Лондонский университет Брунеля в 2014 г.
- Букингемский университет (1983) — бывший Университетский колледж в Букингеме (с 1973)
- Городской университет Лондона (1966) — бывший Нортгемптонский колледж; стал колледжем Лондонского университета и переименован в «Городской университет Лондона» в 2016 году
- Университет Хериот-Ватт (1966) — ранее Школа искусств Эдинбурга
- Университет Кил (1962) — бывший Университетский колледж Северного Стаффордшира
- Университет Лафборо (1966) — ранее колледж Лафборо
- Университет Ньюкасла (1963) — бывший Королевский колледж при Университете Дарема
- Открытый университет (1969) — создание de novo в качестве университета дистанционного обучения

- Сэлфордский университет (1967)

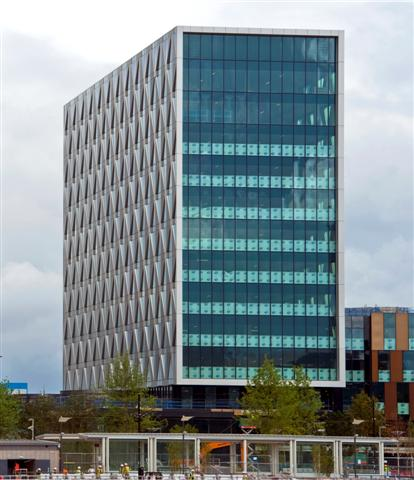
Университет Сэлфорда

- Университет Данди (1969) — бывший Королевский колледж Данди, часть университета Сент-Эндрюс.

- Университет Стерлинга (1967) — создание de novo в качестве университета
- Университет Стратклайда (1964) — ранее Королевский колледж науки и технологии
- Университет Суррея (1966) — бывший Battersea CAT

- Новый университет Ольстера (1968) — создан de novo как университет; объединен со старым университетским колледжем Маги в 1969 году; объединен с Ольстерским политехническим институтом и переименован в «Университет Ольстера» в 1984 году.

Это определение также может включать институты и колледжи Лондонского университета, которые стали частью университетского сектора в тот период, но не получили статус университета:
- Крэнфилдский технологический институт (1969) — бывший Колледж аэронавтики; получил статус университета и переименован в Крэнфилдский университет в 1993 году.
- Лондонская школа бизнеса (1965) — основана в 1964 году, присоединена к Лондонскому университету в 1965 году
- Королевский колледж искусств (1967).